# 肼基钠
肼基钠是一种无机化合物，化学式为NaHNNH2。

## 制备
肼基钠可由氨基钠和无水肼在乙醚或液氨中反应得到。或由氢化钠和肼在四氢呋喃中反应得到。钠和肼的反应除了生成肼基钠外，还有和氨的氧化还原反应副产物。

## 性质
肼基钠在肼中和4-甲基吡啶于室温反应，可以得到4-甲基-2-肼基吡啶等产物。